# ドレスデンの戦い
ドレスデンの戦い（ドレスデンのたたかい、独：Schlacht von Dresden、1813年8月26日 - 8月27日）は、ナポレオン戦争における最大規模の戦闘の一つである。ドイツ東部のドレスデン近郊で、フランス皇帝ナポレオン1世麾下のフランス軍は、オーストリア帝国・ロシア帝国・プロイセン王国による第六次対仏大同盟軍を破り、フランス軍の勝利に終わった。しかし、ナポレオンの勝利は完全なものではなかった。この戦いではフランス軍は追撃に失敗し、数日後に行われたクルムの戦いにおいてヴァンダムの軍団が包囲され降伏した。

## 前哨戦

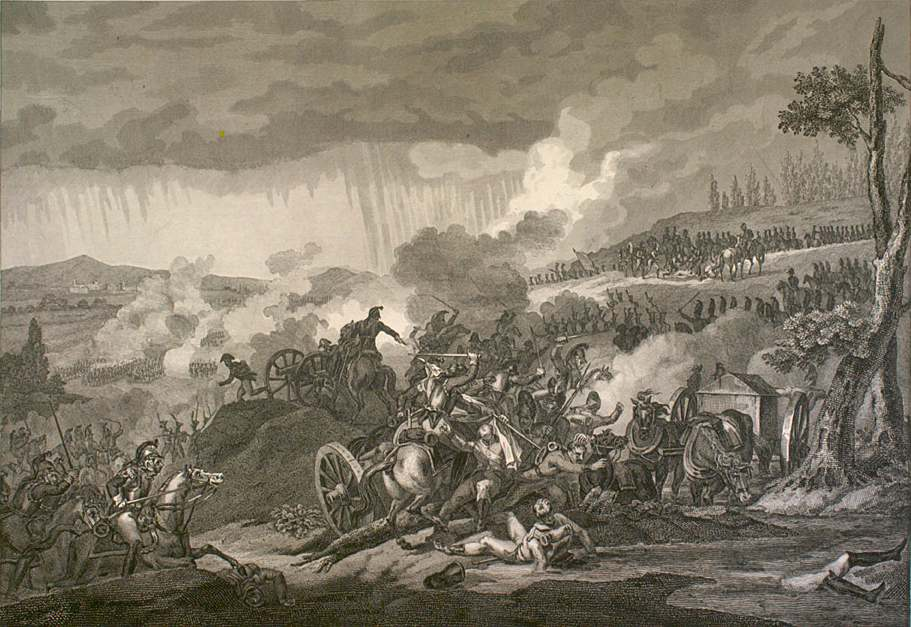
1813年8月26日 - 27日の戦況。

ナポレオンが1812年のロシア遠征に失敗した後、プロイセンがフランスとの同盟を破棄し、第六次対仏大同盟に加わった。一方、徴兵の前倒しなどにより兵力を補充したナポレオンは5月にリュッツェンの戦い、バウツェンの戦いで勝利したが、騎兵の不足により効果的な追撃を行うことができず、勝利は限定的なものであった。オーストリアの仲介により両軍は休戦協定を結んだが、7月にスウェーデンが対仏大同盟に加わり、8月10日の休戦期間終了の翌日、8月11日にはオーストリアもフランスに宣戦した。
8月16日、ナポレオンは対仏同盟軍の動きを妨害し、またドレスデンを軍事行動拠点とする目的で、ドレスデンの強化のためサン＝シールの1個軍団を配備し、敵が全勢力を結集させる前に敵軍の内線に対し攻撃を加えて撃破する計画を立てた。ナポレオンは30万人の軍勢を率いており、同盟軍は合計45万人を超えていた。しかし、同盟軍はナポレオンの率いる軍と直接戦うことは避け、代わりにナポレオンの部下の軍を攻撃することにした。（トラッヘンベルク・プラン）
ハンブルクのダヴーの1個軍団とともにベルリンの占領を目指していたウディノ軍が8月23日、グロースベーレンの戦いで、スウェーデンのカール王太子（元々はナポレオン麾下のフランス軍元帥ベルナドット、後のスウェーデン王カール14世ヨハン）に敗れてウディノはエルベ川の線まで後退した。そして、8月26日には、マクドナル率いるフランス軍がブリュッヘル率いるプロイセン軍にカッツバッハの戦いで敗れて多くの大砲も失った。

## 戦闘
ナポレオンはシレジア方面軍を撃破しようとドレスデンの東方に向けて進軍していたが、8月23日にドレスデンをオーストリア帝国のシュヴァルツェンベルク将軍に率いられたボヘミア方面軍20万人以上によりドレスデンが攻撃されている報告を聞き、マクドナルをシレジア方面軍への抑えとして残し、強行軍で救援のため引き返した。この時、彼の軍12万人は5日間で200kmを行軍した。
ナポレオンの援軍が予想より早く駆け付けたため、シュヴァルツェンベルクの攻撃は撃退された。彼我の戦力差がおよそ2倍であるにもかかわらず、ナポレオンは翌27日に同盟軍の側面に攻撃を加え、目覚ましい戦術的勝利を収めた。ヴァイセリッツ川の氾濫によって、ヨハン・フォン・クレーナウとイグナス・ギューライ指揮下の同盟軍左翼部隊が本隊から切り離された。ジョアシャン・ミュラは敵の孤立に乗じて、オーストリア軍に大打撃を与えた。フランス側の関係者の観察によれば、「ミュラはオーストリア陸軍からクレーナウ部隊を切り離し、自ら騎銃兵や胸甲騎兵に飛びかかった。クレーナウ大隊の殆ど全てが武器を捨て、別の二つの歩兵部隊も運命をともにした。」という。クレーナウ部隊の中で、ヨセフとフェルソー＝クビニー部隊の5つの歩兵連隊は包囲され、ミュラ騎兵隊に生け捕りにされた。このとき捕虜になった人数は凡そ13000人であり、奪われた軍旗は15にのぼる。ギューライ部隊は暴風雨の中でミュラ騎兵隊の攻撃を受け、手痛い敗北を喫した。雨によって火打ち石や火薬が湿ってしまったために、ギューライ部隊のマスケット銃は使い物にならず、多くの部隊がフランスの胸甲騎兵と竜騎兵によってたやすく蹴散らされた。
そのとき突如、ナポレオンは突発性胃痙攣のために戦線を離脱せざるを得なくなり、追撃に失敗した。このおかげで、シュヴァルツェンベルクは自軍を撤退させ、間一髪のところで包囲を抜け出すことが出来た。この戦いで対仏同盟軍は38000人の兵士と40門の野砲を失った。フランスの犠牲者は合計10000人程度であった。ナポレオン軍の将校の記録によれば、ナポレオンは「冷たい雨に打たれたことで、強烈な腹痛に苦しみ、その痛みはドレスデンの戦いの最中ずっと続いていた」という。

## 戦後

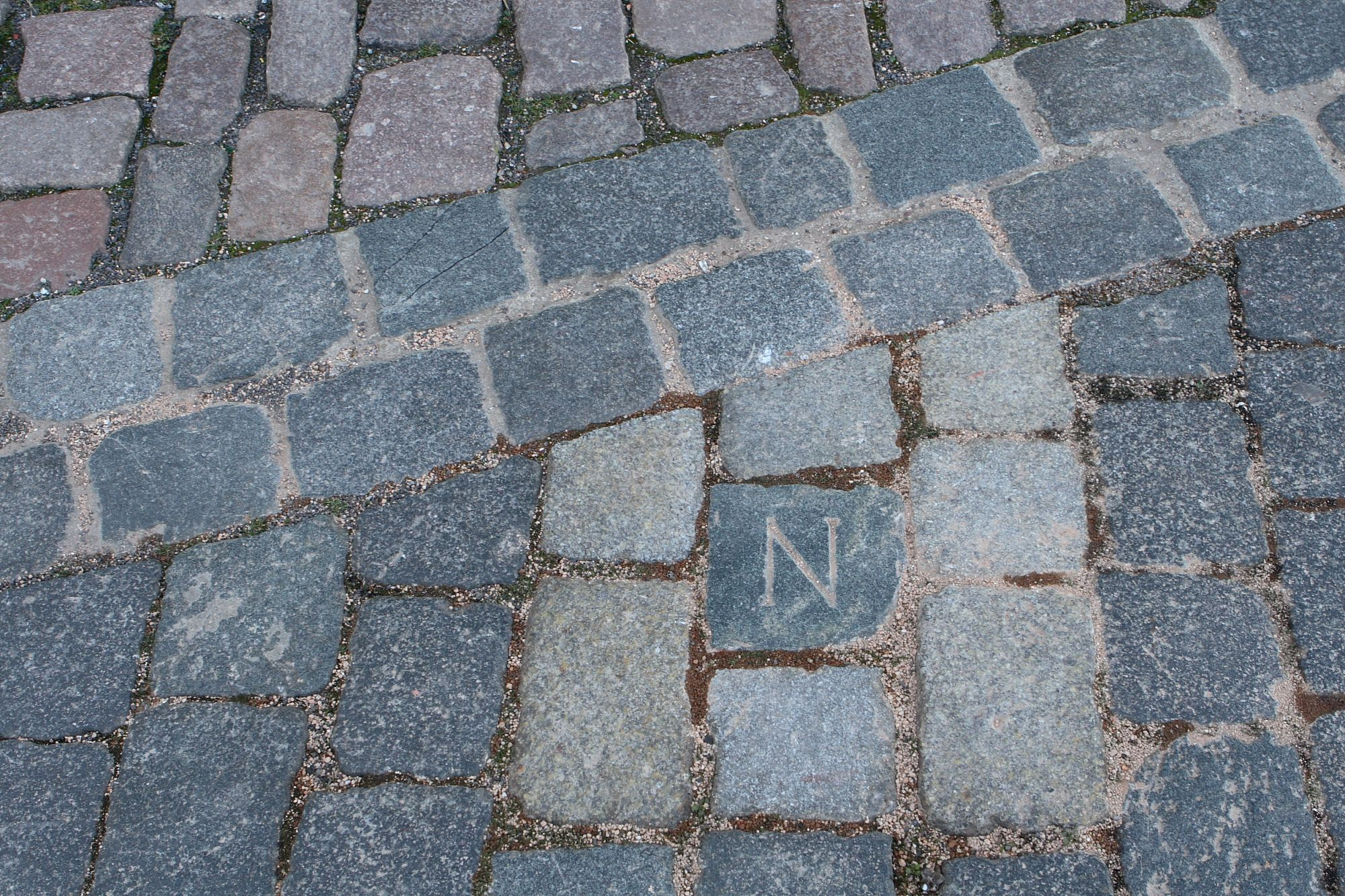
ナポレオンのシンボル"N"がドイツ、ドレスデンに刻まれた。

8月27日、ヴァンダム、サン＝シール、マルモンの軍団が追撃を命じられた。ヴァンダムはピルナ市内のエルベ川にかかる橋に向かって前進せよとの命令を受けた。土砂降りの雨の中での行軍であったため、ロシア軍がツェヒスタ高地に陣取るのを妨害することが出来なかった。ヴァンダムの前進の結果、3日後のクルムの戦いが生じた。かつてフランス軍でナポレオンのライバルであったモローは米国への流刑から戻ってきてロシア皇帝アレクサンドル1世に招かれ、ロシア軍の将軍となっていたが、戦いの中で砲撃により両足を失う致命傷を受けて、ローニ（チェコ）にて9月2日に死んだ。